# クロヘゴ
クロヘゴ(Gymnosphaera podophylla)は、中華人民共和国南部、海南省、台湾、ベトナム、ラオス、ミャンマー、タイ、カンボジア、琉球諸島、日本が原産の木生シダである。森林内の小川のそばや高度600-1000mの渓谷で育つ。